# Maurício Abreu
Maurício José Ferreira da Costa de Abreu (Coimbra, 19 de Abril de 1954) é um fotógrafo, produtor e editor português. É especialista nas áreas do património natural e cultural, etnografia e arquitectura tradicional.

## Biografia
Nascido em Coimbra, no ano de 1954, vive na região de Setúbal desde 1964. Formado em engenharia electrotécnica pelo Instituto Superior Técnico em 1978, decidiu dedicar-se profissionalmente à fotografia em 1983, tendo desde então desenvolvido diversos projectos como fotógrafo, produtor e editor, sempre com a preocupação fundamental de registar através da fotografia toda uma série de valores que tendem a desaparecer aglutinados ou desintegrados pela actual civilização.
É autor e editor de um vasto conjunto de livros sobre as regiões de Portugal, nos quais são retratados diferentes aspectos da cultura portuguesa: Alentejo, Ribatejo, Açores, Madeira, Algarve, Setúbal, Beira Litoral e Minho, com textos de João de Melo, Hélder Pinho, Álamo de Oliveira, Vicente Jorge Silva, Nuno Júdice, Francisco José Viegas, Isabel Vítor, Luís Jorge Gonçalves, Ana Duarte e José Manuel Fernandes. Foi o fotógrafo escolhido por José Saramago para ilustrar a sua reedição da Viagem a Portugal (1990).
Ao longo da sua carreira, participou em diversos workshops com Jean Dieuzaide, Claude Nori, Luis Malibran, Mário Cabrita Gil, Gilles Mora e Greg Gorman, desenvolveu exposições individuais, participou em exposições colectivas e foi condecorado com a Medalha de Honra de Cultura da Cidade de Setúbal em 1997, bem como eleito QEP (Qualified European Photographer) pela FEP (European National Professional Photographers Associations) na Bélgica, em 2009.
No campo da ilustração fotográfica tem colaborado com diversas entidades públicas e privadas, tais como: Governo Regional dos Açores, Secretaria Regional de Turismo e Cultura da Madeira, Expo 98, TAP, Young & Rubicam, Comissão Nacional para as Comemorações dos Descobrimentos Portugueses, ICEP, EDP, Região de Turismo de Setúbal, Região de Turismo do Algarve, Região de Turismo do Ribatejo, Região de Turismo de São Mamede, Instituto de Conservação da Natureza, McCann-Erickson, ITT Portugal, Wolff Olins, Fundação Calouste Gulbenkian, Vogue España, Dorling Kindersley London, entre outros.

## Obras Publicadas

### Projectos pessoais editados
- “O Homem e o Mar - O Litoral Português” com textos de José Manuel Fernandes (1987)
- “Açores” com textos de Álamo de Oliveira (1987)
- “Comboios Portugueses - Um Guia Sentimental” com textos de Francisco José Viegas (1988)
- “Nas Margens de Um Rio” com textos de Francisco José Viegas (1988)
- “Rios de Portugal” com textos de José Manuel Fernandes (1990)
- “São Miguel - Açores” com textos de João de Melo (1992)
- “Madeira - Porto Santo” com textos de Vicente Jorge Silva (1993)
- “Serras de Portugal” com textos de José Manuel Fernandes (1994)
- “Algarve” com textos de Nuno Júdice (1995)
- “O Ar, A Terra, A Água - Um Cântico Votivo” com textos de Francisco José Viegas (1996)
- “Ribatejo” com textos de Hélder Pinho (1997)
- “Norte Alentejano” com textos de José Manuel Fernandes (1999)
- “Retratos do Fim do Século” com prefácio de António Barreto (2000)
- “Alentejo” com textos de Hélder Pinho (2002)
- “Rio Douro - da Nascente à Foz” com textos de diversos autores (2004)
- “Açores” com textos de diversos autores (2005)
- “Beira Litoral - Aveiro e Coimbra” com textos de diversos autores (2006)
- “Minho” com textos de diversos autores (2007)

### Projectos realizados a convite do editor
- “Quintas e Palácios nos Arredores de Lisboa” com textos de Anne de Stoop (1986)
- “Terras do Norte na Literatura Portuguesa” com textos de Luís Forjaz Trigueiros (1990)
- “Viagem a Portugal” com textos de José Saramago (1990)
- “Terras da Beira na Literatura Portuguesa” com textos de António Manuel Couto Viana (1991)
- “Douro” com Emílio Biel e Domingos Alvão e textos de António Barreto (1993)
- “Artesãos e Artesanato” com textos de Isabel Victor e Luís Gonçalves (1993)
- “As Beiras” com textos de Jaime Cortesão (1994)
- “Festas, Feiras e Romarias” com textos de Fernando António Baptista Pereira, Ana Duarte e Luís Gonçalves (1997)
- “Praias de Portugal” com textos de Alice Vieira (1997)
- “Albufeiras de Portugal” com textos de António Carmona Rodrigues (2000)

## Exposições individuais e colectivas
- Exposição na Sociedade Nacional de Belas Artes em Lisboa. Provas a cores (1986).
- Desenvolvimento de quatro projectos e respectivas exposições, sobre quatro temáticas da cidade de Setúbal: Tabernas, A Indústria Conserveira, Barbearias e Lojas Antigas. Estas exposições realizaram-se no Museu de Setúbal, Casa de Bocage (Setúbal), Dublin (Irlanda), Pau (França) e Parma (Itália). Provas a preto-e-branco (1988-1991).
- Projecto “Retratos do Fim do Século” com exposições no Museu do Trabalho “Michel Giacometti” (Setúbal), Museu da Imagem (Braga), Museu do Barco (França) e Budapeste (Hungria). Provas a preto-e-branco (2000-2002).
- Exposição colectiva no Museu da Água em Lisboa. Exposição comissariada por Jorge Calado (2001).